# 루이스 피구
루이스 필리프 마데이라 카에이루 피구(포르투갈어: Luís Filipe Madeira Caeiro Figo luˈiʃ ˈfiɣu[*], 1972년 11월 4일 ~ )는 포르투갈의 은퇴한 축구 선수이자 축구 행정가로 2009년 5월 31일에 은퇴하기 전까지 스포르팅 리스본, 바르셀로나, 레알 마드리드, 인테르나치오날레에서 미드필더로 활약했으며 현재 유럽 축구 연맹의 기술 고문으로 재직 중이다. 그는 127번의 포르투갈 국가대표팀 경기에 출장해 당시 국가대표팀 최다 출장 기록을 세웠지만, 이 기록은 나중에 크리스티아누 호날두가 경신했다.
창조성과 측면으로 수비를 제친 능력으로 알려진 피구는 그의 세대 최고의 선수들 중 하나로 꼽혔다. 그는 라 리가에서 106 도움을 기록해 리오넬 메시에 이어 통산 도움 횟수 2위를 기록했다. 그는 2000년에 발롱도르를 받았고, 2001년에는 FIFA 올해의 선수로도 선정되었으며, 2004년에는 펠레가 그를 살아있는 세계 최고의 축구 선수 목록인 FIFA 100에 등재했다. 피구는 스페인 리그 최악의 숙적 관계를 맺는 두 구단인 바르셀로나와 레알 마드리드에서 모두 활약한 몇 안되는 선수들 중 하나이다. 그는 2000년에 바르셀로나에서 그들의 철전지 원수인 레알 마드리드로 역대 최고 이적료인 €60M에 둥지를 옮겨 논란의 중심에 서기도 했다.
피구는 몇 기의 우승을 통해 성공적인 현역 생활을 보냈는데, 타사 드 포르투갈 1회, 라 리가 4회, 코파 델 레이 2회, 수페르코파 데 에스파냐 3회, UEFA 챔피언스리그 1회, UEFA 컵위너스컵 1회, UEFA 슈퍼컵 2회, 인터콘티넨털컵 1회, 세리에 A 4회, 코파 이탈리아 1회, 그리고 수페르코파 이탈리아나 3회를 우승했다. 국제 무대에서, 그는 포르투갈 국가대표로 32골을 기록했으며, UEFA 유럽 축구 선수권 대회에 3번, FIFA 월드컵에 2번 참가해 UEFA 유로 2004의 준우승에 일조했다.

## 초기 경력
1970년대 초에 알렌테주에서 리스본으로 이주한 안토니우 카에이루 피구와 마리아 조아나 페스타나의 외동아들인 루이스 피구는 알마다의 노동자촌인 코바 다 피에다드에서 유년 시절을 보냈다. 그는 오스 파스틸랴스에서 거리 축구를 하다가 11세의 나이에 스포르팅 리스본의 유소년부에 합류했다.

## 클럽 경력

### 스포르팅 리스본

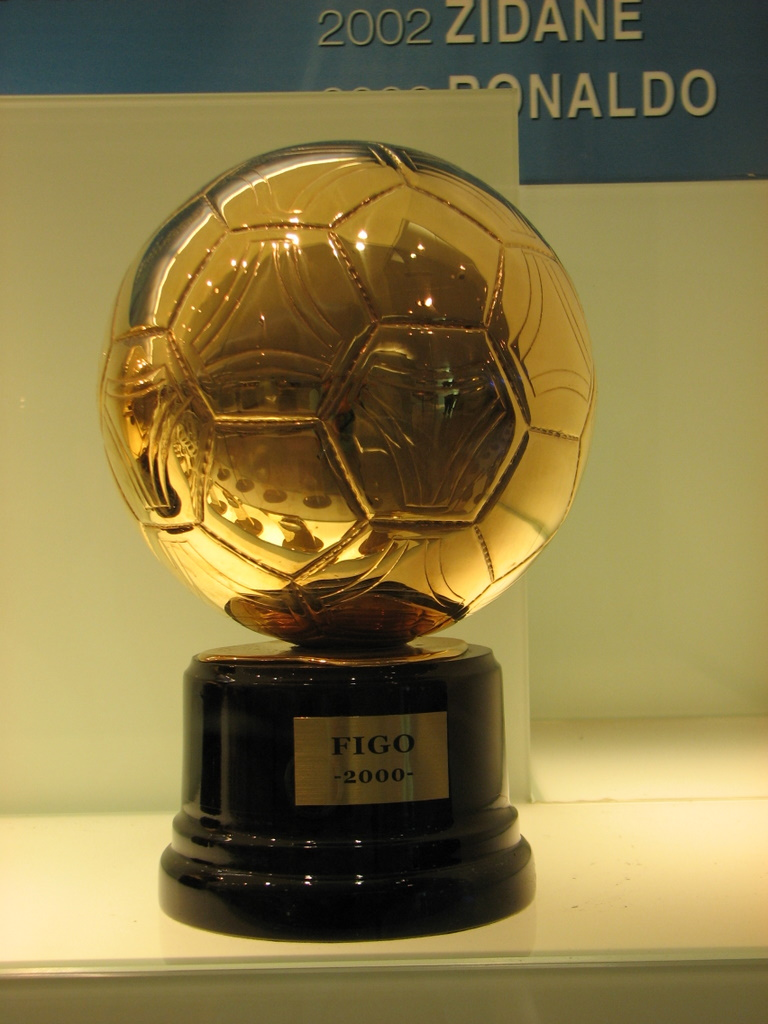
루이스 피구가 2000년에 탄 발롱도르

피구는 스포르팅 리스본에서 신고식을 치렀는데, 그가 뛴 첫 경기는 1990년 4월 1일, 1-0으로 이긴 마리티무와의 1989-90 시즌 리그 안방 경기로, 말론 브란당과 교체되어 들어갔다. 1991년 12월 7일, 피구는 토렌스와의 1991-92 시즌 리그 경기에서의 동점골로 첫 골을 신고했고, 경기는 스포르팅 리스본이 2-1로 이겼다. 그는 1991년에 첫 성인 국가대표팀 경기에 출전했다. 그에 앞서, 그는 포르투갈 청소년 국가대표팀 일원으로 후이 코스타와 주앙 핀투와 협력해 U-16 유럽 선수권 대회와 FIFA 세계 청소년 축구 선수권 대회 우승을 거두었다. 그는 포르투갈의 "황금세대"의 요주 인물이었다. 피구는 스포르팅 리스본에서의 마지막 해인 1994-95 시즌에 타사 드 포르투갈 우승을 거두었다.

### 바르셀로나
1995년, 피구는 유럽의 대규모 구단에 합류할 것으로 전망되었는데, 이탈리아의 유벤투스와 파르마에서 피구가 양 구단의 계약서에 서명했다고 논쟁을 벌이기에 이르러, 피구는 이탈리아행 길이 2년 동안 막히게 되었다. 결국, 피구는 스페인의 거함 바르셀로나으로 £2.25M의 금액에 이적했고, 포르투갈 선수가 외국 구단과 일정 기간 계약하는 것이 금지되었기에 시즌의 남은 기간 동안 임대로 복귀했다. 이 규정으로 피구는 전 스포르팅 리스본 감독인 맬컴 앨리슨이 잉글랜드의 맨체스터 시티에 £1.2M의 이적료로 합류하지 못하게 되었다.
피구가 거물로 떠오른 것은 바르셀로나 때로, 호나우두와 주축으로 UEFA 컵위너스컵 1996-97 우승을 거두었고, 이어서 라 리가를 연속으로 우승했는데, 이 때에는 히바우두와 파트리크 클라위버르트와 함께 위협적인 공격진을 구축했다. 도합하여, 피구는 바르셀로나 소속으로 172번의 리그 경기에 출전해 30골을 기록했다. 바르셀로나는 그를 우러러보았는데, 바르셀로나 유니폼을 입은 그의 존재는 카탈루냐가 외부로부터 인정을 받는다는 인상을 주기 때문이었다.

### 레알 마드리드
두 번째인가 세 번째 코너킥을 찰 때 저는 루이스 피구를 돌아보며 ‘잊어버리게, 친구. 이건 네 일이니까’라고 말했습니다. 저는 루이스가 경기장 한 쪽 끝 근처에 서서 코너킥을 차도록 하곤 했지만 이번만은 예외였습니다. 동전, 식칼, 위스키 병 등의 투사체가 관중석에서 떨어졌가 때문이지요. 조니 워커였을지도요. 아니면 J&B. 멀리 떨어지는게 나았겠네요. 짧게? 됐어.
2000년 7월, 피구는 $60.1M에 바르셀로나의 철전지 원수 레알 마드리드로 이적해 놀라움과 논란의 대상이 되었다. 바르셀로나 계약서에 역대 최고 이적료의 인수조항이 붙어 있었는데, 레알 마드리드가 인수 조항대로 지불해 피구의 마드리드 합류로 플로렌티노 페레스의 "은하군단 시대"의 막을 올려 매 년마다 세계구급의 선수가 입단하게 되었다. 피구는 바르셀로나와 레알 마드리드 간의 경쟁에 새로운 관심사가 되었는데, 바르셀로나 지지자들은 그의 이적에 배신감을 느껴 그에게서 등을 돌렸다. 그의 마드리드 이적은 당시 그가 바르셀로나의 거물 선수이자 헌신적인 선수단의 지도자였기에 큰 영향을 미쳤다. 그의 한 바르셀로나 동료는, “우리의 전술은 단순했습니다: 루이스에게 공을 건네주는 것. 그는 절대로, 뒤에 숨지 않았습니다.” 그는 2000년에 비록 주로 바르셀로나 시절에 세계 최고 선수로서 증명했지만, 레알 마드리드의 흰 유니폼을 입은 후인 11월에 발롱도르를 받았다.
2000년 10월 21일, 피구는 바르셀로나에 레알 마드리드 유니폼을 입고 처음으로 복귀하자, 캄 노우의 관중은 귀를 먹게 할 만큼의 야유를 퍼부었다. 당시 경기장에 걸린 플래카드에는 "배신자", "유다", "쓰레기", "용병" 등의 단어가 쓰여 있었다. 피구는 쉴 새 없이 조롱을 당했고, 탈의실에서 경기장으로 뛰어나올때 98,000여 명의 바르셀로나 지지자들의 야유가 커지자, 광경에 놀란 피구는 손가락으로 귀를 막았다. 고전 더비의 막이 오르자, 피구가 공을 잡을 때마다 욕설이 흘러나오고 오렌지, 병, 담배 라이터, 휴대전화 등의 투사체가 날아다녔다. 마드리드가 코너킥 기회를 잡을 때, 피구는 관중에 접근하지 않도록 캄 노우에서 코너킥을 차지 않았다. 이 경기에서 바르셀로나에 0-2 완패를 거두었고, 플로렌티노 페레스 레알 마드리드 회장은 경기 후 "경기장 분위기에 속수무책이었다"고 말했다. 마드리드의 수비수인 이반 캄포도 "피구의 [바르셀로나] 복귀전은 충격적이었습니다. 저는 이런 걸 들어본 적이 없습니다. 루이스는 이 말을 들을 사람이 아닙니다. 그는 바르셀로나에 헌신했습니다. 경기 전 신경전으로 인한 것입니다: 한 언론사가 '배신자가 돌아온다'라고 말했었습니다. 아니오, 당신들 중 위대했던 자 루이스 피구가 옵니다. 아시겠지만 그날 밤은 그에게 충격적이었습니다. 그는 고개를 숙이고 '세상에, 나는 지난 시즌에 여기에 있었다고...'라고 생각했습니다. 하지만 저는 그가 자랑스럽습니다: 당신은 배짱이 있습니다."
피구는 마드리등서의 첫 시즌에 라리가 2000-01 우승을 거두었고, 모든 대회를 통틀어 14골을 넣었다. 그는 2001년 FIFA 올해의 선수상도 받았다. 그는 2001년 여름부터 지네딘 지단과 같은 배를 타게 되었고, 그 다음 시즌에 마드리드의 UEFA 챔피언스리그 2001-02 우승에 공헌했다.
2002년 11월 23일, 피구는 캄 노우에서 두 번째 복귀전을 치렀고, 레알 마드리드와 바르셀로나 간의 상징적인 순간이 나왔다. 증오나 실망감에 대한 표시가 없었고, 바르셀로나 관중의 사거리에 들어오자 맥주캔, 라이터, 병, 골프공이 날아다녔다. 피구는 "저는 어떤 이성을 잃은 분이 머리를 다칠까 걱정했습니다."라고 밝혔다. 피구는 이번에 자신이 코너킥은 물론 투척 투입을 모두 맡을 것이라고 결정했고, 마드리드는 후반 중간에 코너킥 기회를 잡았다. 투사체가 흩날렸기에 피구는 공을 다시 차기까지 2분을 기다렸다. 반대쪽에 또다시 코너킥 기회를 잡았고, 피구는 가로질러 걸어가, 투사체를 주웠고, 코너킥을 차러 가면서 또다시 파편을 치웠으며, 오히려 엄지척과 미소를 보였다. 매번 그가 코너킥을 차러 갈 때마다, 또다시 투사체가 날아다니고 이를 치우는 일을 루이스 메디나 칸탈레호 주심이 20분 경기 중지를 선언하기 전까지 반복되었다. 경기가 중단된 막간에 숙적 관계를 나타낼 수 있는 상징적인 순간이 나왔는데, 카메라에 구석 깃대 인근에 떨어진 파편과 함께 돼지 머리가 잡혔다.
피구는 마드리드에서 5년을 보냈고, 마지막에 거둔 우승은 라리가 2002-03 우승이었다. 2013년 4월, 마르카 스포츠 언론지는 레알 마드리드 역사상 최고의 외국인 선수 11인"에 그를 뽑았다.

### 인테르나치오날레

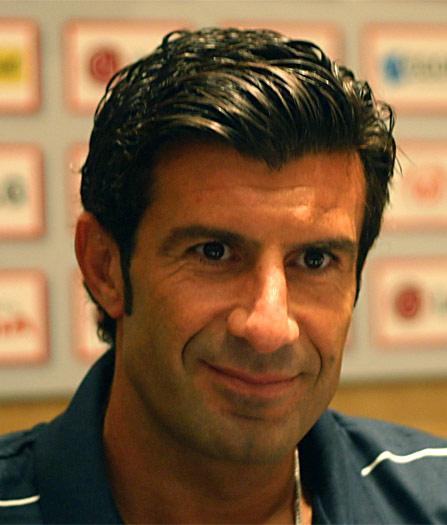
2009년, 인테르나치오날레의 피구. 그는 2005년부터 2009년까지 4년 동안 인테르나치오날레 소속이었다.

피구는 2005년 여름 레알 마드리드와의 계약이 만료되자 그해 8월 이탈리아의 인테르나치오날레로 자유이적했다. 피구는 바르셀로나에 이적하기 전에도 시도했지만, 유벤투스와 파르마 두 구단 간의 다툼으로 무산되었던 이탈리아행에 성공하였다. 2008년 여름, 피구와 국적이 같은 주제 모리뉴가 인테르나치오날레의 감독을 맡게 되었다. 피구는 모리뉴의 감독 취임을 반겼는데, 포르투갈 동료 몇 명이 인테르나치오날레에 합류할 수 있게 된 데에 있었다.
2009년 5월 16일, 피구는 현역 은퇴를 선언했는데, 같은 날 인테르나치오날레가 세리에 A 2008-09 우승을 확정지었고, 5월 30일에 이적 의사를 재차 확인했다. 그의 은퇴 경기는 주세페 메아차에서 벌어진 아탈란타와의 5월 31일 경기였다. 하비에르 사네티가 정주장이었지만, 피구가 자신의 은퇴 경기에서 주장 완장을 찼다. 그는 다비데 산톤과 교체되어 나가면서 관중의 기립박수를 받았다. 로마와의 수페르코파 이탈리아나 2006에서 터뜨린 프리킥 골이 그가 이탈리아에서 선보인 가장 인상적인 활약으로 평가받았다.
피구는 은퇴하면서 "저는 축구장을 떠나지만, 인테르나치오날레에 남습니다"라고 말했다. 그는 구단 채널 인터뷰에서 아탈란타와의 마지막 경기를 치른 후 "저는 은퇴 후에 구단이 더 크게 발전하는데 도움이 될 수 있었으면 하는 바람입니다. 저는 당연히 나중에 인테르나치오날레의 이사진을 맡을 것입니다. 저는 제가 여기에 오래 남을 것이라 상상하지 못했습니다. 저는 첫날 여기에 와서 제 동료들과 마시모 모라티 회장님이 주신 애정을 잊지 못할 것입니다. 저는 잊지 않을 겁니다. 인테르나치오날레는 제게 비범한 친구들과 우승하는 습관을 쌓을 기회를 줬습니다"라고 덧붙였다. 2010년 5월 22일, 피구는 UEFA 챔피언스리그 2009-10 우승 당시 선수단과 같이 앉아 있었다.

## 국가대표팀 경력

### 초기 국가대표팀 경력

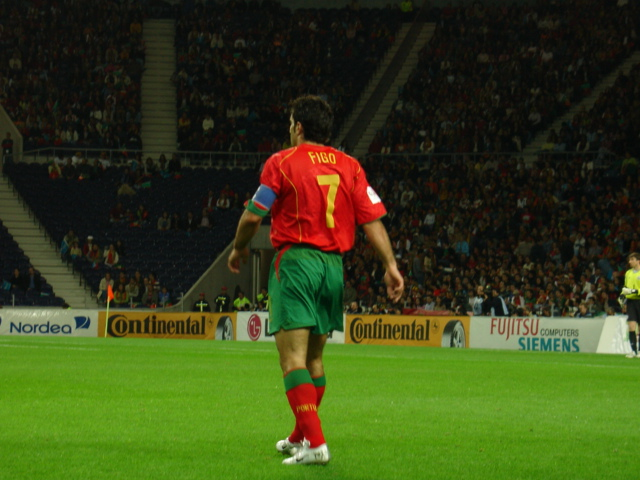
2005년, 포르투갈 주장 완장을 찬 피구

포르투갈의 "황금 세대"를 이끄는 피구는 1991년에 FIFA 세계 청소년 축구 선수권 대회 우승을 거두었다. 같은 해, 그는 1991년 10월 16일에 1-1로 비긴 룩셈부르크와의 친선경기에서 성인 국가대표팀 신고식을 치렀는데, 당시 그는 불과 18세였다. 1992년 11월 11일, 그는 파리에서 2-1로 이긴 불가리아의 친선경기에서 동점골이자 국가대표팀 첫 골을 기록했다. 피구는 UEFA 유로 1996 예선전 8경기에서 3골을 넣어 자국이 12년 만에 대륙 대회 본선행을 이룩하게 도왔다. 대회 본선 조별 리그에 올라와, 피구는 노팅엄의 시티 그라운드에서 벌어진 크로아티아와의 경기에서 4분 만에 선제골을 기록해 3-0 승리를 견인했다. 조별 리그 3경기를 치르고, 포르투갈은 크로아티아를 제치고 조 1위로 8강에 올라갔다.

### UEFA 유로 2000과 2002년 FIFA 월드컵
피구는 포르투갈이 치른 UEFA 유로 2000의 예선 10경기에 모두 출전해 3골을 추가했다. 2000년 6월 12일, 에인트호번에서 벌어진 1차전 경기에서, 그는 잉글랜드를 상대로 만회골을 넣어 3-2 역전승을 연출했고, 또다시 조 1위로 8강에 올라 준결승전까지 진출했다. 그는 움베르투 코엘류 감독의 지시에 따라 로테르담에서 벌어진 독일과의 경기에 결장해 국가대표팀 32경기 연속 출전 기록에 끝을 맺었다. 그는 2001년 8월 15일에 국가대표팀 경기에서 처음이자 마지막으로 해트트릭을 기록했는데, 그는 파루의 상 루이스에서 벌어진 몰도바와의 친선경기에서 홀로 3골을 기록해 3-0 승리를 장식했다.
9경기 6골로, 피구는 포르투갈의 2002년 FIFA 월드컵 본선행을 도왔다. 2001년 6월 2일, 랜스던 로드에서 벌어진 아일랜드와의 예선전 경기에서, 피구는 74번째 국가대표팀 경기에 처음으로 주장 완장을 차고 동점골을 넣어 경기를 1-1 무승부를 마쳤다. 그러나 1986년 이래 처음으로 진출한 FIFA 월드컵에서 포르투갈은 1승 2패에 그쳐 조별 리그에서 일찍 탈락했고, 피구 자신도 무득점으로 침묵했다. 인천에서 열린 대한민국과 포르투갈의 첫 맞대결에서는 이영표 등에게 철저히 마크당하며 포르투갈의 탈락을 지켜보아야 했다.

### UEFA 유로 2004와 2006년 FIFA 월드컵
2004년 2월 18일, 피구는 1-1로 비긴 잉글랜드와 알가르브에서 치른 친선경기에 정주장 페르난두 코투가 결장한 가운데 주장을 맡아 100번째 경기를 뛰었다. 그 해 여름, 코투가 명단에서 제외되면서 안방에서 열린 UEFA 유로 2004에 주장으로 참가하게 되었다. UEFA 유로 2004 결승전에서 그리스에게 충격패를 당한 후, 그는 국가대표팀 은퇴를 선언했는데, 그 요인으로 루이스 펠리피 스콜라리 국가대표팀 감독과의 언쟁으로 언급되었지만, 나중에 사실이 아니라고 부인되었다. 2005년 6월, 그는 결정을 번복해 스콜라리 감독의 지도 하에 슬로바키아와 에스토니아와의 2006년 FIFA 월드컵 예선전 경기에 복귀했다.

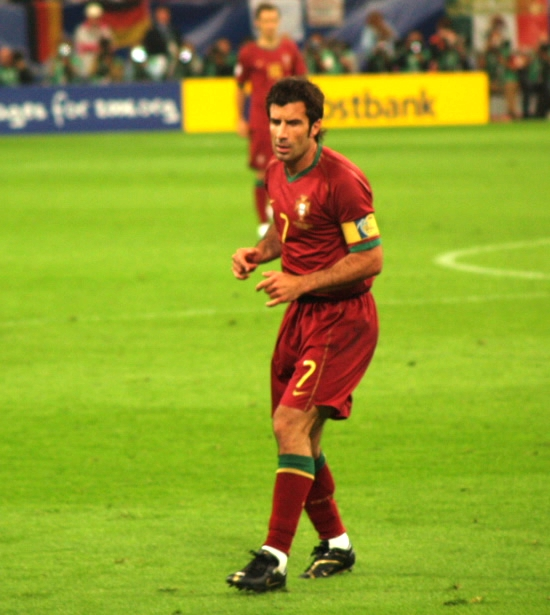
2006년 FIFA 월드컵에서 멕시코를 상대하는 피구

피구는 2006년 FIFA 월드컵에서도 주장을 맡아 선수단의 4강에 일조했다. 3경기를 이긴 포르투갈은 조 1위를 차지해 멕시코와 함께 16강에 진출했다. 포르투갈은 16강에서 네덜란드를 8강에서는 승부차기 끝에 잉글랜드를 넘었다. 피구는 엘데르 포스티가와 교체되어 나가 승부차기 주자로 나서지 않았다. 포르투갈은 준결승전에서 프랑스를 상대했지만, 전 레알 마드리드 동료이자 프랑스 국가대표팀 주장인 지네딘 지단에게 페널티킥을 실점해 패했다. 포르투갈은 이로써 40년 만에 최고의 FIFA 월드컵 성적을 거두었다. 3위 결정전은 피구가 선발로 나서지 않으면서 논란이 일어났다. 파울레타가 그를 대신해 포르투갈의 주장을 맡았다. 그러나, 포르투갈은 개최국 독일에게 0-2로 밀리자 피구는 77분에 파울레타와 교체되어 들어가 다시 주장 완장을 밭고 포르투갈과 독일 지지자들로부터 격려를 받았다. 비록 피구가 들어가자 마자 포르투갈은 독일에게 또 한 골을 허용했지만, 국가대표팀 경력을 88분에 누누 고메스가 머리로 만회골을 넣을 수 있게 띄워주며 좋게 마무리했다.
"황금 세대"는 단 한 번도 우승을 거두지 못했지만, 피구는 1966년의 에우제비우 이래 최고의 FIFA 월드컵 성적을 일조했고, UEFA 유로 2016의 우승 전까지 포르투갈의 역대 최고 UEFA 유럽 축구 선수권 대회 성적에 일조했다. 그는 127경기 출전 32골로 국가대표팀 경력을 마무리했는데, 피구는 2016년 6월까지 포르투갈 국가대표팀 최다 출장 기록을 세우고 있었다. 그는 포르투갈 국가대표팀의 역대 최다 득점 4위에도 이름을 올리고 있다.

## 플레이스타일
피구는 그의 세대 최고의 선수로 손꼽히는 선수로들 중 하나로, 포르투갈 역대 최고 선수들 중 한명으로도 꼽힌다. 기량이 정점에 달했을 때, 피구는 빠르고, 우아하며, 기술적인 선수로, 공을 끌고 가는 데에 두각을 나타내 1 대 1 상황에서 수비를 자주 제칠 수 있게 했다. 그는 상대를 제칠 때 가위딛기 등의 속임수를 쓴다. 피구는 초창기에 측면 미드필더를 주로 맡았는데, 그는 이 방법으로 수 차례 골을 도왔고, 측면에서 동료에게 감기게 공을 배급하거나 안으로 파고 들어갈 수 있어, 미드필더와 연계해 득점 기회를 창출하기도 한다. 그는 리오넬 메시에 이어 라 리가 역대 최다 도움 2위를 기록했다.
나이가 들면서 그는 속도와 기동력을 잃었기에 플레이메이커나 공격형 미드필더로 전향해, 인테르나치오날레에서 주로 이 역할을 맡아 시야와 다양한 패스에서 두각을 나타냈다. 비록 그는 처음에 창조적인 선수로 활용되었지만, 먼 거리에서도 공을 차 넣을 수 있기에 공격에도 공헌하는 능력도 있으며, 프리킥과 페널티킥도 정확히 찰 수 있다. 축구 능력 외에도, 피구는 현역 시절에 지도력을 크게 인정받기도 했다.

## 매체
피구는 미국 스포츠 용품 제작사 나이키의 광고에 몇 차례 출연했다. 1996년, 그는 나이키 광고 "선 vs 악"에 출연해 로마 원형 경기장에서 결투를 벌였다. 그 광고는 그가 다른 세계구급의 축구 선수인 호나우두, 파올로 말디니, 에리크 캉토나, 파트리크 클라위버르트, 그리고 호르헤 캄포스와 출연해 "아름다운 경기"를 수호하고 사악한 전사들의 무리를 상대로, 캉토나가 공을 차 넣어 경기에서 이겨 악을 완파하는 광고였다.
대한민국과 일본에서 열린 2002년 FIFA 월드컵 기간을 앞두고 전세계적으로 방영된 테리 질리엄 감독의 "비밀 대회" ("전갈 KO"로 명명) 나이키 광고에 티에리 앙리, 파비오 칸나바로, 프란체스코 토티, 호나우지뉴, 루이스 피구, 그리고 일본의 거성 나카타 히데토시와 함께 출연했고, 전 선수였던 에리크 캉토나가 대회 "심판"을 맡았다.
피구는 EA 스포츠의 전자 오락 FIFA에도 등장한다. 그는 FIFA 14에서 궁극의 전설의 선수단의 일원으로 공개되었다. 2015년, 오락 개발사 코나미는 피구를 향후에 발매할 프로 에볼루션 사커 2016의 마이클럽 전설들 중 한 명으로 공개했다.

## FIFA 회장 선거 유세
2015년 1월 28일, 피구는 현임 제프 블라터와 FIFA FIFA 회장 선거에서 맞붙을 의사를 밝혔다. 그를 지지한 사람들 중에는 주제 모리뉴와 데이비드 베컴이 있었다. 피구는 선거 공약으로 FIFA 월드컵 본선 참가국의 48개국으로 증가를 명시했고, 각국 축구 협회의 풀뿌리 축구 투자 규모를 키우겠다고 덧붙였다. 블라터와 다른 두 후보인 미하얼 판 프라흐와 알리 요르단공에 비해 외부인으로 평가받은 피구는 "절대 권력"을 얻고 싶지 않았기에 5월 21일에 선거 불출마를 선언했다.

## 사생활

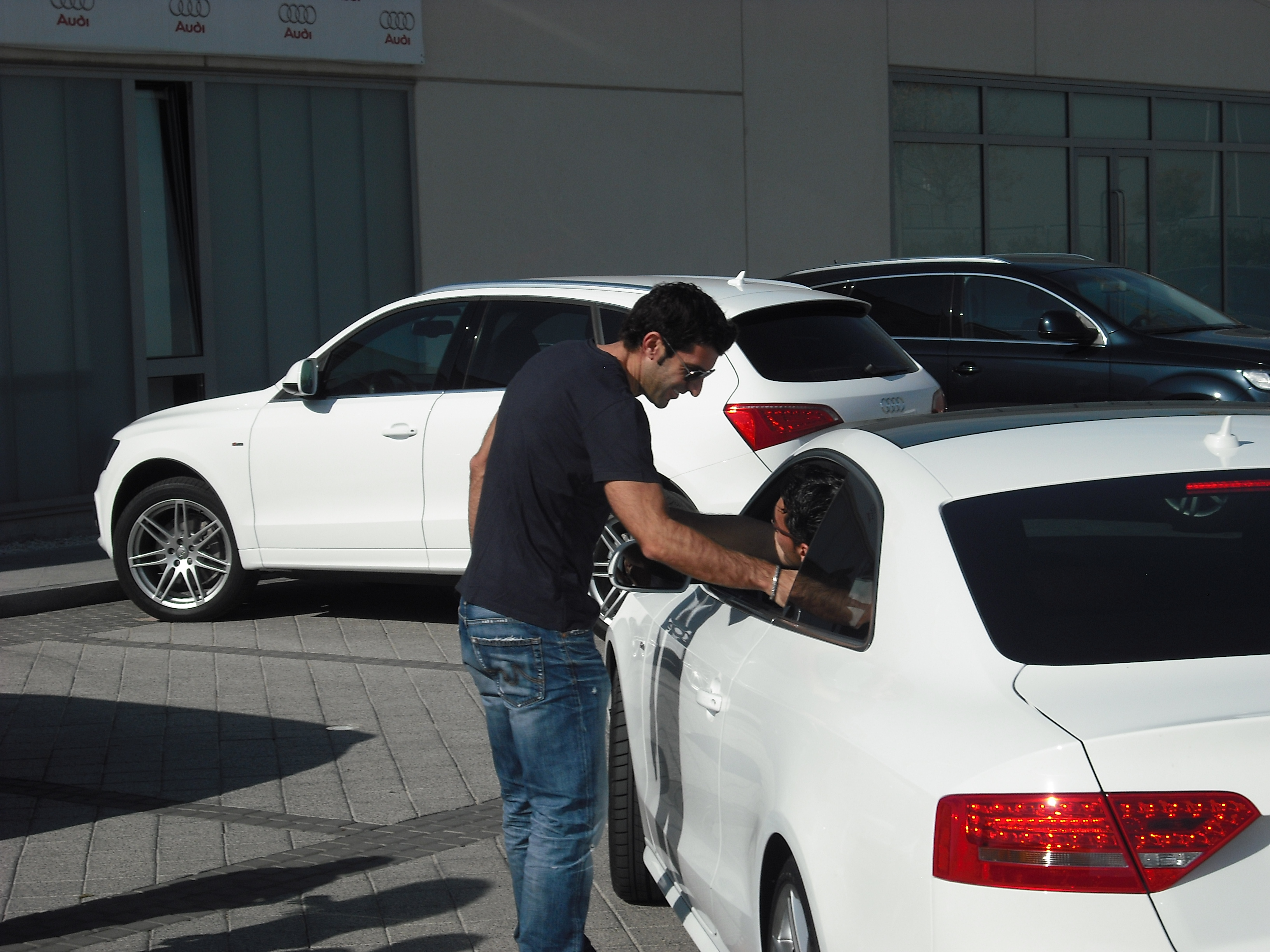
마드리드의 피구

피구는 스웨덴의 모델 헬렌 스베딘을 배우자로 맞이했다. 부부 슬하에 세 딸을 두었는데, 다니엘라, (1999년 3월 출생) 마르티나, (2002년 4월 출생) 그리고 스텔라(2004년 12월 9일 출생) 가 그들이다. 가족은 스웨덴의 솔레프테오 근교에 집을 소유하고 있다.
피구는 그와 같은 국적이며, 포르투갈 국가대표팀과 청소년 국가대표팀 전 감독인 카를루스 케이로스와 2005-06 시즌 A1 그랑프리에 포르투갈 A1 팀의 고정 관람가였다. 그는 현재 포르투갈 알가르브 지역에 고급 주점을 운영하고 있다.
피구는 결핵대항을 홍보하는 스톱 TB 파트너십의 홍보대사이다 그는 인테르나치오날레와 긴밀하게 활동하며, 구단의 유럽 전역 홍보 대사를 맡고 있다. 그는 인테르나치오날레가 운영하는 자선활동 인테르 캠퍼스의 주요 인사이다.
피구는 축구계 사적 회원 네트워크 웹사이트인 네트워크90의 창립자이다. 피구는 포르투갈어, 스페인어, 영어, 이탈리아어, 그리고 프랑스어의 5개 국어를 능숙하게 구사한다.

## 경력 통계

### 클럽
| 클럽             | 리그명         | 시즌      | 리그 | 리그 | 컵   | 컵 | 유럽 | 유럽 | 합계 | 합계 |
| 클럽             | 리그명         | 시즌      | 출장 | 골   | 출장 | 골 | 출장 | 골   | 출장 | 골   |
| ---------------- | -------------- | --------- | ---- | ---- | ---- | -- | ---- | ---- | ---- | ---- |
| 스포르팅 리스본  | 프리메이라리가 | 1989–90   | 3    | 0    | —    | —  | —    | —    | 3    | 0    |
| 스포르팅 리스본  | 프리메이라리가 | 1990–91   | 3    | 0    | —    | —  | —    | —    | 3    | 0    |
| 스포르팅 리스본  | 프리메이라리가 | 1991–92   | 34   | 1    | 7    | 0  | 2    | 0    | 43   | 1    |
| 스포르팅 리스본  | 프리메이라리가 | 1992–93   | 32   | 0    | 8    | 1  | 2    | 0    | 42   | 1    |
| 스포르팅 리스본  | 프리메이라리가 | 1993–94   | 31   | 8    | 1    | 0  | 3    | 0    | 35   | 8    |
| 스포르팅 리스본  | 프리메이라리가 | 1994–95   | 34   | 7    | 7    | 3  | 2    | 0    | 43   | 10   |
| 스포르팅 리스본  | 프리메이라리가 | 합계      | 137  | 16   | 23   | 4  | 9    | 0    | 169  | 20   |
| 바르셀로나       | 라 리가        | 1995–96   | 35   | 5    | 8    | 1  | 10   | 3    | 53   | 9    |
| 바르셀로나       | 라 리가        | 1996–97   | 36   | 4    | 9    | 2  | 8    | 1    | 53   | 7    |
| 바르셀로나       | 라 리가        | 1997–98   | 35   | 5    | 4    | 0  | 7    | 1    | 46   | 6    |
| 바르셀로나       | 라 리가        | 1998–99   | 34   | 7    | 10   | 1  | 6    | 1    | 50   | 9    |
| 바르셀로나       | 라 리가        | 1999–2000 | 32   | 9    | 2    | 0  | 13   | 5    | 47   | 14   |
| 바르셀로나       | 라 리가        | 합계      | 172  | 30   | 33   | 4  | 44   | 11   | 249  | 45   |
| 레알 마드리드    | 라 리가        | 2000–01   | 34   | 9    | 1    | 0  | 14   | 5    | 49   | 14   |
| 레알 마드리드    | 라 리가        | 2001–02   | 28   | 7    | 6    | 1  | 10   | 3    | 44   | 11   |
| 레알 마드리드    | 라 리가        | 2002–03   | 33   | 10   | 1    | 0  | 15   | 2    | 48   | 12   |
| 레알 마드리드    | 라 리가        | 2003–04   | 36   | 9    | 8    | 3  | 11   | 1    | 55   | 13   |
| 레알 마드리드    | 라 리가        | 2004–05   | 33   | 3    | 0    | 0  | 10   | 4    | 43   | 7    |
| 레알 마드리드    | 라 리가        | 합계      | 164  | 38   | 16   | 4  | 60   | 15   | 239  | 57   |
| 인테르나치오날레 | 세리에 A       | 2005–06   | 34   | 5    | 2    | 0  | 8    | 1    | 45   | 6    |
| 인테르나치오날레 | 세리에 A       | 2006–07   | 32   | 2    | 7    | 1  | 7    | 0    | 47   | 3    |
| 인테르나치오날레 | 세리에 A       | 2007–08   | 17   | 1    | 2    | 0  | 3    | 0    | 21   | 1    |
| 인테르나치오날레 | 세리에 A       | 2008–09   | 22   | 1    | —    | —  | 3    | 0    | 25   | 1    |
| 인테르나치오날레 | 세리에 A       | 합계      | 105  | 9    | 11   | 1  | 21   | 1    | 138  | 11   |
| 합계             | 포르투갈       | 포르투갈  | 137  | 16   | 23   | 4  | 9    | 0    | 169  | 20   |
| 합계             | 스페인         | 스페인    | 336  | 68   | 49   | 8  | 104  | 26   | 488  | 102  |
| 합계             | 이탈리아       | 이탈리아  | 105  | 9    | 11   | 1  | 21   | 1    | 138  | 11   |
| 경력 합계        | 경력 합계      | 경력 합계 | 577  | 93   | 83   | 13 | 134  | 27   | 795  | 133  |

### 국가대표팀
| 포르투갈 국가대표팀 | 포르투갈 국가대표팀 | 포르투갈 국가대표팀 |
| 연도                | 출장                | 골                  |
| ------------------- | ------------------- | ------------------- |
| 1991                | 3                   | 0                   |
| 1992                | 7                   | 1                   |
| 1993                | 5                   | 0                   |
| 1994                | 5                   | 2                   |
| 1995                | 6                   | 1                   |
| 1996                | 9                   | 2                   |
| 1997                | 7                   | 2                   |
| 1998                | 6                   | 0                   |
| 1999                | 9                   | 4                   |
| 2000                | 13                  | 6                   |
| 2001                | 9                   | 9                   |
| 2002                | 10                  | 0                   |
| 2003                | 10                  | 3                   |
| 2004                | 11                  | 1                   |
| 2005                | 7                   | 0                   |
| 2006                | 10                  | 1                   |
| 합계                | 127                 | 32                  |

### 국가대표팀 득점 기록
아래의 점수에서 왼쪽의 점수가 포르투갈의 점수이다.
| #   | 날짜             | 장소                                     | 상대         | 점수 | 결과 | 대회                    |
| --- | ---------------- | ---------------------------------------- | ------------ | ---- | ---- | ----------------------- |
| 1.  | 1992년 11월 11일 | 프랑스 파리, 파르크 데 프랭스            | 불가리아     | 1–1  | 2–1  | 친선경기                |
| 2.  | 1994년 10월 9일  | 라트비아 리가, 다우가바                  | 라트비아     | 3–0  | 3–1  | UEFA 유로 1996 예선     |
| 3.  | 1994년 11월 13일 | 포르투갈 리스본, 조제 알발라드           | 오스트리아   | 1–0  | 1–0  | UEFA 유로 1996 예선     |
| 4.  | 1995년 6월 3일   | 포르투갈 포르투, 다스 안타스             | 라트비아     | 1–0  | 3–2  | UEFA 유로 1996 예선     |
| 5.  | 1996년 6월 19일  | 잉글랜드 노팅엄, 시티 그라운드           | 크로아티아   | 1–0  | 3–0  | UEFA 유로 1996          |
| 6.  | 1996년 10월 9일  | 알바니아 티라나, 체말 스타파             | 알바니아     | 1–0  | 3–0  | 1998년 FIFA 월드컵 예선 |
| 7.  | 1997년 6월 7일   | 포르투갈 포르투, 다스 안타스             | 알바니아     | 2–0  | 2–0  | 1998년 FIFA 월드컵 예선 |
| 8.  | 1997년 8월 20일  | 포르투갈 세투발, 두 본핑                 | 아르메니아   | 2–0  | 3–1  | 1998년 FIFA 월드컵 예선 |
| 9.  | 1999년 3월 31일  | 리히텐슈타인 파두츠, 라인파르크          | 리히텐슈타인 | 2–0  | 5–0  | UEFA 유로 2000 예선     |
| 10. | 1999년 8월 18일  | 포르투갈 리스본 국립 경기장              | 안도라       | 3–0  | 4–0  | 친선경기                |
| 11. | 1999년 9월 4일   | 아제르바이잔 바쿠, 토피크 바흐라모프     | 아제르바이잔 | 1–1  | 1–1  | UEFA 유로 2000 예선     |
| 12. | 1999년 9월 8일   | 루마니아 부쿠레슈티, 스테아우아          | 루마니아     | 1–1  | 1–1  | UEFA 유로 2000 예선     |
| 13. | 2000년 3월 29일  | 포르투갈 레이리아, Dr. 마갈량이스 페소아 | 덴마크       | 2–1  | 2–1  | 친선경기                |
| 14. | 2000년 6월 2일   | 포르투갈 샤베스, 시립 경기장             | 웨일스       | 1–0  | 3–0  | 친선경기                |
| 15. | 2000년 6월 12일  | 네덜란드 에인트호번, 필립스              | 잉글랜드     | 1–2  | 3–2  | UEFA 유로 2000          |
| 16. | 2000년 8월 16일  | 포르투갈 비제우, 두 폰텔루               | 리투아니아   | 1–0  | 5–1  | 친선경기                |
| 17. | 2000년 9월 3일   | 에스토니아 탈린, 카드리오르그            | 에스토니아   | 2–0  | 3–1  | 2002년 FIFA 월드컵 예선 |
| 18. | 2000년 11월 15일 | 포르투갈 브라가, 5월 1일 경기장          | 이스라엘     | 1–0  | 2–1  | 친선경기                |
| 19. | 2001년 2월 28일  | 포르투갈 푼샬, 두스 바헤이루스           | 안도라       | 2–0  | 3–0  | 2002년 FIFA 월드컵 예선 |
| 20. | 2001년 2월 28일  | 포르투갈 푼샬, 두스 바헤이루스           | 안도라       | 3–0  | 3–0  | 2002년 FIFA 월드컵 예선 |
| 21. | 2001년 3월 28일  | 포르투갈 포르투, 다스 안타스             | 네덜란드     | 2–2  | 2–2  | 2002년 FIFA 월드컵 예선 |
| 22. | 2001년 6월 2일   | 아일랜드 더블린, 랜스던 로드             | 아일랜드     | 1–1  | 1–1  | 2002년 FIFA 월드컵 예선 |
| 23. | 2001년 8월 15일  | 포르투갈 파루, 상 루이스                 | 몰도바       | 1–0  | 3–0  | 친선경기                |
| 24. | 2001년 8월 15일  | 포르투갈 파루, 상 루이스                 | 몰도바       | 2–0  | 3–0  | 친선경기                |
| 25. | 2001년 8월 15일  | 포르투갈 파루, 상 루이스                 | 몰도바       | 3–0  | 3–0  | 친선경기                |
| 26. | 2001년 10월 6일  | 포르투갈 리스본, 다 루스                 | 불가리아     | 5–0  | 5–0  | 2002년 FIFA 월드컵 예선 |
| 27. | 2001년 11월 14일 | 포르투갈 리스본, 조제 알발라드           | 앙골라       | 1–1  | 5–1  | 친선경기                |
| 28. | 2003년 4월 2일   | 스위스 로잔, 올랭피크 드 라 퐁테즈       | 북마케도니아 | 1–0  | 1–0  | 친선경기                |
| 29. | 2003년 10월 11일 | 포르투갈 리스본, 두 헤스텔루             | 알바니아     | 1–0  | 5–3  | 친선경기                |
| 30. | 2003년 11월 19일 | 포르투갈 레이리아, Dr. 마갈량이스 페소아 | 쿠웨이트     | 3–0  | 8–0  | 친선경기                |
| 31. | 2004년 5월 29일  | 포르투갈 아게다, 시립 경기장             | 룩셈부르크   | 1–0  | 3–0  | 친선경기                |
| 32. | 2006년 6월 3일   | 프랑스 메스, 생-싱포리앙                 | 룩셈부르크   | 3–0  | 3–0  | 친선경기                |

## 수상

#### 스포르팅 리스본[60]
- 타사 드 포르투갈: 1994–95

#### 바르셀로나[60]
- 라리가 : 1997–98, 1998–99
- 코파 델 레이 : 1996–97, 1997–98
- 수페르코파 데 에스파냐 : 1996
- UEFA 컵위너스컵 : 1996–97
- UEFA 슈퍼컵 : 1997

#### 레알 마드리드[60]
- 라리가 : 2000–01, 2002–03
- 수페르코파 데 에스파냐 : 2001, 2003
- UEFA 챔피언스리그 : 2001–02
- UEFA 슈퍼컵 : 2002
- 인터콘티넨털컵 : 2002

#### 인테르나치오날레[60]
- 세리에 A : 2005–06, 2006–07, 2007–08, 2008–09
- 코파 이탈리아 : 2005–06
- 수페르코파 이탈리아나 : 2006, 2008

#### 포르투갈
- UEFA U-16 유로 : 1989
- FIFA U-20 월드컵 : 1991
- UEFA 유로 준우승 : 2004

### 개인
- 발롱도르 : 2000[60], 5위 (1999), 6위 (2001)
- FIFA 올해의 선수 : 2001[60], 2위 (2000), 6위 (1999)
- UEFA 올해의 팀: 2003년[60]
- UEFA 챔피언스리그 도움왕: 2004–05[61]
- FIFA 월드컵 올스타 팀: 2006
- 골든풋 전설상: 2011[62]
- FIFA 100 등재
- 월드 사커 올해의 선수: 2000
- UEFA 유럽 축구 선수권 대회의 팀: 2000, 2004[60]
- 라리가 최우수 외국인 선수: 1999, 2000, 2001
- 포르투갈 올해의 축구 선수: 1995, 1996, 1997, 1998, 1999, 2000
- UEFA U-21 축구 선수권 대회 최우수 선수: 1994
- 볼라 드 오우루: 1994

#### 발롱도르
- 1995 - 32
- 1996 - 28
- 1997 - 14
- 1999 - 5
- 2000 - 1
- 2001 - 6
- 2002 - 19
- 2004 - 22

#### FIFA 올해의 선수
- 1999 - 6
- 2000 - 2
- 2001 - 1

### 훈장
- 엔히크 왕자 기사단 지휘관[63]
- 명예 메달, 무결점안의 빌라 비수사 기사단 (브라간사 가문)[64]

## 같이 보기
- A매치 100경기 이상 출전한 축구 선수 명단